# سید محمد حسینی (سیاستمدار)
سید محمد حسینی (زاده ۱۳۴۰ در رفسنجان) سیاستمدار ایرانی و عضو هیئت علمی دانشکده الهیات دانشگاه تهران است. حسینی مدت کوتاهی مشاور فرهنگی و اجتماعی رئیس‌جمهور بود. وی معاون امور مجلس رئیس‌جمهور ایران در دولت سیزدهم و وزیر فرهنگ و ارشاد اسلامی در دولت دهم بوده‌است.
وی وزیر فرهنگ و ارشاد اسلامی ایران در دولت دهم و نماینده اسبق دوره پنجم مجلس شورای اسلامی بوده‌است. حسینی در دولت نهم قائم مقام وزیر علوم و رئیس دانشگاه پیام نور بود و سوابق فعالیت‌های مدیریتی در صداوسیما را نیز در کارنامه خود دارد. وی همچنین از اعضای هیئت امنای دانشگاه شهید اشرفی اصفهانی می‌باشد. علی‌اصغر پورمحمدی برادر همسر وی، و مصطفی پورمحمدی پسرعموی همسر او است.
۱۸ مهر ۱۳۹۰ (۱۰ اکتبر ۲۰۱۱)، اتحادیه اروپا وی را از ورود به کشورهای این اتحادیه محروم کرد. کلیه دارایی‌های وی را در اروپا توقیف کرد.

## زندگی‌نامه
سید محمد حسینی در سال ۱۳۴۰ در شهر کشکوئیه از توابع شهرستان رفسنجان به دنیا آمد. وی از اولین دانشجویان دانشگاه امام صادق به‌شمار می‌رود و در سال ۱۳۶۸ در مقطع کارشناسی ارشد در رشته معارف اسلامی و علوم سیاسی از این دانشگاه فارغ‌التحصیل شد. حسینی سپس به دانشگاه تهران رفت و دکترای خود را در رشته فقه و مبانی حقوق اسلامی اخذ کرد.

حسینی به مدت ۴ سال رایزن فرهنگی ایران در کنیا بود و پس از آن در انتخابات میان‌دوره‌ای مجلس پنجم از شهر رفسنجان به مجلس راه یافت. او در مجلس پنجم از استیضاح کنندگان عطاالله مهاجرانی وزیر فرهنگ و ارشاد اسلامی دولت خاتمی بود.
سید محمد حسینی در سال ۱۳۸۸ و توسط محمود احمدی‌نژاد به عنوان وزیر پیشنهادی دولت برای وزارت فرهنگ و ارشاد اسلامی به مجلس شورای اسلامی معرفی و در روز ۱۲ شهریور همان سال با کسب اکثریت آرا انتخاب شد. در دوران تصدی وی به عنوان وزیر ارشاد، خانه سینمای ایران منحل و چندین نشریه توقیف شد.
او برادر سید حمید حسینی است.

## سوابق اجرایی
- معاون امور مجلس دولت سیزدهم
- وزیر فرهنگ و ارشاد اسلامی در دولت دهم
- رئیس دانشگاه پیام نور در دولت نهم
- رئیس دانشگاه مذاهب اسلامی
- قائم مقام وزیر علوم، تحقیقات و فناوری در دولت نهم
- معاون پشتیبانی، حقوقی و امور مجلس وزارت علوم، تحقیقات و فناوری
- رئیس هیئت مدیره انتشارات علمی و فرهنگی
- مشاور پارلمانی رئیس نهاد نمایندگی مقام رهبری در دانشگاه‌ها
- مشاور پارلمانی رئیس سازمان فرهنگ و ارتباطات اسلامی
- مدیر عامل و رئیس هیئت مدیره انتشارات سروش
- معاون سازمان صدا و سیما و رئیس حوزه ریاست در زمان ریاست علی لاریجانی
- نماینده رفسنجان در مجلس شورای اسلامی و عضو هیئت رئیسه کمیسیون سیاست خارجی
- عضو هیئت علمی دانشگاه تهران از سال ۱۳۶۹
- عضویت در جهاد سازندگی و سپاه پاسداران
- عضو هیئت امنای دانشگاه شهید اشرفی اصفهانی

## تحریم اتحادیه اروپا
اتحادیه اروپا طی تصمیم مورخ ۱۸ مهر ۱۳۹۰ (۱۰ اکتبر ۲۰۱۱)، ۲۹ مقام ایرانی از جمله محمد حسینی را به دلیل نقشی که در نقض گسترده و شدید حقوق بشر در ایران و حقوق شهروندان ایرانی داشته‌اند، از ورود به کشورهای این اتحادیه محروم کرد. کلیه دارایی‌های این مقامات نیز در اروپا توقیف خواهد شد.

## ادعای نقض حقوق بشر
محمد حسینی، وزیر فرهنگ و ارشاد اسلامی از دسامبر ۲۰۰۹ و عضو گروه حفاظت از انقلاب اسلامی است. وی در دستگیری و سرکوبی روزنامه‌نگاران مخالف مشارکت داشته‌است.

## انتخابات مجلس شورای اسلامی (۱۳۹۴–۹۵)
سید محمد حسینی در دهمین دوره انتخابات مجلس شورای اسلامی از حوزه انتخابیه رفسنجان و انار نامزد شد و در لیست ائتلاف بزرگ اصولگرایان قرار گرفت، اما نتوانست رأی لازم را برای ورود به مجلس به دست آورد و از احمد انارکی محمدی نامزد اصلاح طلب این حوزه شکست خورد.